# کونگ فو یوگا
گونک‌فو یوگا (چینی: 功夫瑜伽) یک فیلم کمدی اکشن ماجراجویانه چینی محصول سال ۲۰۱۷ به نویسندگی-کارگردانی استنلی تانگ و تهیه‌کنندگی-بازی جکی چان است. این ادامه افسانه (۲۰۰۵) است که چان دوباره نقش خود را به عنوان یک باستان‌شناس به نام جک بازی می‌کند. بازیگران این فیلم شامل بازیگران چینی عارف رحمان، لی ژانگ و میا موچی و بازیگران هندی دیشا پاتانی، سنو سود و آمیرا دستور هستند. دنباله این فیلم در سال ۲۰۲۴ با عنوان یک افسانه منتشر شد.
این فیلم پرفروش‌ترین فیلم جکی چان در چین است. این فیلم همچنین پرفروش‌ترین فیلم کمدی در چین بود، تا اینکه هرگز نگو بمیر (۲۰۱۷) سبقت گرفت.

## خلاصه فیلم
جک (جکی چان)، پروفسور باستان‌شناس در موزه لشکر سفالین شی‌آن است با پروفسور جوان هندی اشمیتا (دیشا پاتانی) از مؤسسه موزه ملی، راجستان همکاری می‌کند تا گنج گمشده هند ماگدها را در تبت پیدا کند و در همین زمان هنگامی که نشانه‌هایی از گنجینه را در غار تبت پیدا می‌کنند، متوجه می‌شوند که گنجینه ناپدید شده است که…

## بازیگران
- جکی چان
- عارف رحمان
- سنو سود
- لی
- میا موچی
- دیشا پاتانی
- آمیرا دستور
- اریک تسانگ
- ژانگ گولی
- کوین لی
- اسکندر تسفای

## تولید
فیلمبرداری اصلی سپتامبر در پکن آغاز شد و در ادامه از ۲۷ سپتامبر تا ۳۰ اکتبر در شی آن و دوبی ادامه پیدا کرد. پس از آن فیلمبرداری، دسامبر در پکن و هند ادامه پیدا کرد. قسمتی از فیلمبرداری نیز در ایسلند انجام شد.

## بازخوردها
- در راتن تومیتوز، بر اساس برسی‌های ۲۳ منتقد امتیاز ۴۸ درصد را دریافت کرد.[۱۲][۱۳]
- در متاکریتیک، فیلم بر اساس رای ۹ منتقد، میانگین وزنی امتیاز ۵۰ از ۱۰۰ را دریافت کرد که نشان‌دهنده «نقدهای مختلط یا متوسط» است.
- این فیلم یک موفقیت بزرگ در گیشه در چین بود، جایی که با فروش ۱٫۷۵۳ میلیارد ین (۲۵۴٫۵۳۱٫۵۹۵ دلار آمریکا) به پرفروش‌ترین فیلم جکی چان در چین و یکی از ده فیلم برتر تمام دوران تبدیل شد. در مقایسه، این یک شکست تجاری در هند بود، جایی که در روز افتتاحیه آن ۴۰ میلیون روپیه (۶۱۴۲۳۵٫۵۲ دلار آمریکا) به دست آورد. این فیلم در اولین نمایش آخر هفته خود در ۲۸ ژانویه ۲۰۱۷ با درآمد ۱٫۸۵ میلیون دلار در رتبه اول در سنگاپور افتتاح شد.